# Princip neagrese
Princip neagrese (někdy též axiom neagrese, anglicky Non-aggression principle, zkráceně NAP) je postoj, který agresi prohlašuje za nelegitimní už z její podstaty. Agresi definuje jako iniciaci nebo hrozbu násilí proti osobě nebo legitimně vlastněnému majetku druhých. Konkrétně jakékoli nevyžádané jednání, které fyzicky ovlivňuje cizí majetek nebo osobu (bez ohledu na to, zda jde o jednání pro vlastníka negativní, pozitivní, či neutrální), je agresivní, pokud je proti vlastníkově svobodné vůli a narušuje-li jeho právo rozhodovat za sebe a princip sebevlastnictví.
Stoupenci NAP z toho odvozují nelegitimitu krádeže, vandalismu, útoku a podvodu. Na rozdíl od principu nenásilí zastávaného pacifisty nebrání princip neagrese využití násilí v sebeobraně nebo obraně ostatních. Jeho stoupenci argumentují, že NAP odporuje politice zákonů trestajících zločiny bez oběti, vynucování daní a branné povinnosti. NAP je základem většiny současných pravicově libertariánských filosofií.

## Problémy
U některých témat není zcela zřejmé, zda jsou v rozporu s principem neagrese, či nikoliv:
- Potraty – mezi proponenty principu neagrese jsou spory o tom, jestli jsou potraty v souladu s napem, nebo ne.[zdroj?]
- Duševní vlastnictví – většina proponentů NAP si myslí, že duševní vlastnictví v něm není možné, ale existují liberitariáni, kteří zastávají opačný názor.[2]
- Intervence – velká část sporů ohledně NAP je kolem případů, kdy svoboda jednotlivce může způsobit, že svým jednáním poškodí sebe nebo společnost. Častokrát se tím myslí pohlavní styk u dětí[3][4] nebo nedobrovolné zacházení s lidmi s duševní poruchou.[5]

Lidé, kteří nejsou zvyklí v souladu s NAPem uvažovat s ním často nepracují správně. I pokud je akceptován jako morální princip, nelze jej chápat jako morální princip universální a jediný. Jeho případný vztah k morálce je následující:
- Není v souladu s NAP ⇒ Není morální

Naprostá většina v nedorozumění kolem NAP vzniká z toho, že jej laik interpretuje některou z následujících implikací, které jsou všechny neplatné:
- Je v souladu s NAP ⇒ Je morální  
  - Nejčastější chyba, mnoho věcí, jakkoli v souladu s NAP, je s ohledem na ostatní široce přijímané morální principy nemorální. Např. již zmíněné zneužívání dětí s jejich souhlasem - jakkoli může být v souladu s NAP, není morální, protože je v rozporu s jinými široce přijímanými morálními principy.
- Je morální ⇒ Je v souladu s NAP   
  - Situace podobná krajní nouzi z českého právního řádu. Např. záchrana něčího života za cenu nepovoleného vniknutí na cizí pozemek. Jakkoli jde o morální čin, zvláště pokud jde o naprosto bagatelní narušení něčích práv, není v souladu s NAP.
- Není morální ⇒ Není v souladu s NAP  
  - Zde lze znovu použít příklad se zneužíváním dětí s jejich souhlasem. Ačkoli jde o nemorální jednání, nemusí být v rozporu s NAP.

Jakkoli to vyplývá z předchozího, pro úplnost neplatí ani tyto ekvivalence:
- Je v souladu s NAP ⇔ Je morální
- Není v souladu s NAP ⇔ Není morální

Zjednodušeně řečeno, můžete pomocí nesouladu s NAP jen odvozovat že jde o nemorální jednání. Ale v žádném případě to neplatí napopak. Pomocí souladu s NAP nelze odvozovat, že je nějaké jednání morální. Zároveň to, že je nějaké jednání morální či nemorální, nám neříká, zda je či není v souladu s NAP.